# هفت‌سنگ

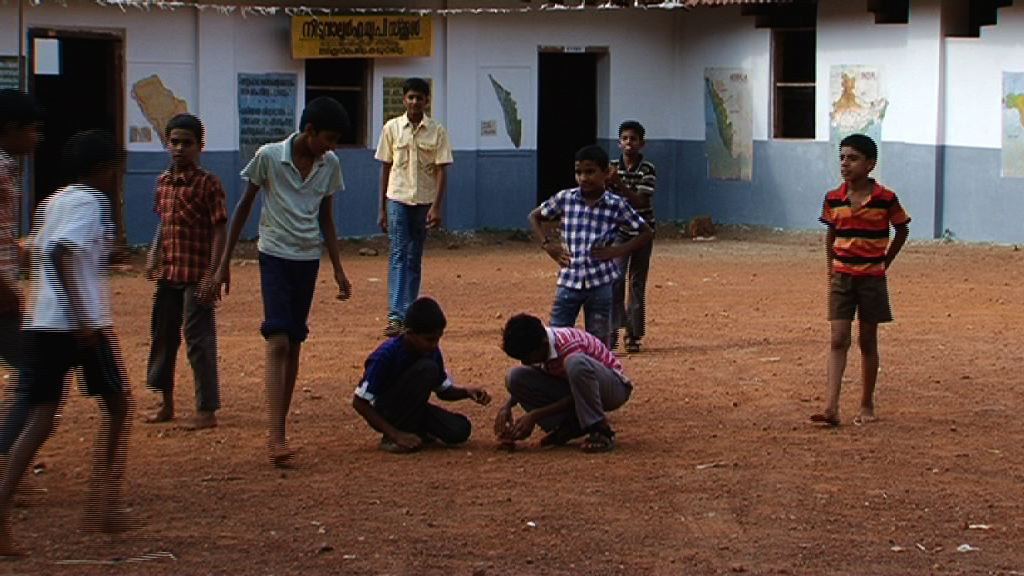
بازی هفت سنگ

هدف کلی بازی هفت سنگ ایجاد روحیه همکاری، تقویت و مهارت در نشانه‌گیری و بهبود سرعت و سرگرمی و شادی و دوستی بیشتر است. هدف جزئی بازی تقویت روحیه ایثار گری، ایجاد رقابت سالم و تمرکز حواس می‌باشد.
حرکات دویدن و جست‌وخیز کردن در بازی هفت‌سنگ بیشتر اجرا می‌شود. این بازی از هماهنگی چشم و دست و تعقیب دیداری بالایی برخوردار است. بازی هفت‌سنگ به تمرکز فراوانی نیاز دارد، در نتیجه قدرت توجه و تمرکز، تصمیم‌گیری و برنامه‌ریزی را در کودک تقویت می‌کند. همچنین موجب بهبود سرعت عمل و مهارت‌های پایه (دویدن، گرفتن و…) در کودک می‌شود. علاوه بر اینها، کودک با کار گروهی آشنا می‌شود و اهمیت آن را به خوبی درک خواهد کرد. این بازی را تمامی کودکان ۸ ساله به بالا می‌توانند انجام دهند. همچنین کودکان دارای DCD, ADHD, LD و MR نیز می‌توانند از فواید این بازی بهره ببرند.

## توضیحات بازی
هفت سنگ یک بازی بومی و ایرانی است که تعداد بازیکنان ۴الی ۱۶نفر است. همان‌طور که از اسمش پیداست با روی هم گذاشتن هفت تکه سنگ صاف و هموار از بزرگ به کوچک بازی شروع می‌شود.
یک گروه محافظ آن سنگ‌ها است و گروهی دیگر که با توپی کوچک، سعی در فروریختن ستون سنگی گروه مقابل را دارند. اولین نفر از گروه اول از فاصله‌ای حدود ۴ تا ۷ متری - که معمولاً در ابتدای بازی با خطی مشخص می‌شود - با پرتاب توپ، سعی در ریختن سنگ‌ها دارد. در طرف مقابل، وقتی این اتفاق می‌افتد، محافظان توپ را می‌ربایند و پس از حلقه زدن دور سنگها توپ را زیر لباس یکی از افراد گروه مخفی می‌کنند و سایر اعضا با نشان دادن اینکه توپ زیر لباس انهاست با نمایش اقدام به دور کردن مهاجمان می‌کنند و به دنبال برنده‌ها می‌دوند. از طرفی گروه مقابل سعی می‌کند هفت سنگ را دوباره بچیند و برنده بازی شود.
البته روش‌های دیگری هم وجود دارد که شبیه به هم هستند. در گذشته برای ساخت توپ از تکه‌های لاستیک یا پارچه استفاده می‌کردند و با نخ آن‌ها را محکم می‌بستند. بازی هفت سنگ کمی شبیه ورزش بیسبال است.
این بازی را در قدیم بیشتر در عید نوروز و مناسبت‌ها و شاد باش‌ها بازی می‌کردند و به جای سنگ از چیزهای دیگری مثل انجیر، خرما و … استفاده می‌کردند.

## روش‌های دیگر
امکانات لازم برای این بازی، هفت عدد سنگ صاف و تخت و یک توپ هفت‌سنگ است. بازیکنان در قالب دو تیم پنج یا شش نفره تقسیم می‌شوند. وقتی که سنگ‌ها چیده می‌شوند یکی از گروه‌ها به عنوان پرتاب‌کننده بازی را شروع می‌کند. شروع بازی به این ترتیب است که باید از فاصله نسبتاً دور توپ را به طرف سنگ‌ها بیندازند. گروهی که توپ را پرتاب می‌کند باید سعی کند که کمترین مقدار سنگ را بیندازد چون در این صورت راحت‌تر می‌تواند بازی را تمام کند. وظیفه گروه دوم هم این است که نگذارد تیم پرتاب‌کننده سنگ‌های ریخته شده را دوباره روی هم بچیند و باید با توپ به آن‌ها بزند. هر کدام از بازیکنان تیکی از مهاجم که توپ به او برخورد کند از جریان بازی کنار می‌رود. و به این ترتیب اگر هیچ‌کدام باقی نمانند بازی به نفع تیم مدافع و اگر سنگ‌ها روی هم چیده بشوند بازی به نفع تیم مهاجم تمام می‌شود.
- نتیجه بازی:این بازی گروهی است و باعت رشد و نمو و افزایش عکس العمل‌های کودک را به همراه دارد. همچنین مفاهیمی نظیر رهبری، شکست، پیروزی وهمکاری آشنا می‌شوند
- با توسعه زندگی شهرنشینی و مشکلات آن، این بازی رو به فراموشی است اما شرکت‌های سازنده محصولات بازی این بازی خاطره ساز را به داخل منازل هم آورده است.
- این بازی به روش دیگری با قوانینی که ذکر شد انجام می‌شود تنها با این تفاوت که بازی درون یک دایرهٔ بزرگ اجرا می‌شود. در مرکز همین دایره، دایره ای کوچکتر که محل چیدن هفت سنگ است رسم شده است، همهٔ بازیکنان در خارج از دوایر هستند. بعد از برخورد توپ یکی از افراد گروه دوم به تمامی اعضای گروه اول به داخل دایره می‌روند و او نفرات حریف را در داخل دایره تعقیب می‌کند تا آنها را با دست بزند و مانع از چیدن سنگها روی هم شود و هرگاه خسته شد، نفر بعدی، مسئولیت تعقیب را به عهده می‌گیرد در این زمان تیم حریف باید آنها هفت سنگ را تکمیل کرده تا برنده بازی شوند.